# DC Entertainment
DC Entertainment Inc. (también conocida como DC Entertainment) es una empresa subsidiaria de Warner Bros Entertainment (Warner Bros. Discovery). DC Entertainment es una productora de cómics y superhéroes (Superman, Batman y Mujer Maravilla, entre otros) que lanza películas bajo el sello de Warner Bros. Entertainment.
En septiembre de 2009, Warner Bros. anunció que DC Comics se convertiría en DC Entertainment Inc., con Diane Nelson (presidente de Warner Premiere) como presidente de la nueva empresa. Paul Levitz (anterior presidente de DC Comics) fue designado editor, colaborador y asesor general.
El 18 de febrero de 2010, DC Entertainment convocó a Jim Lee y a Dan DiDio como coeditores de DC Comics, Geoff Johns como ejecutivo creativo en jefe, John Rood como vicepresidente ejecutivo de Ventas, Marketing y Desarrollo de Negocio, y Caldon Patrick como vicepresidente ejecutivo de Finanzas y Administración. Actualmente, Jim Lee es presidente de DC Entertainment.
DC Entertainment se encargará de llevar a la gran pantalla a los superhéroes y demás personajes de DC Comics. También, DC Entertainment se ocupará de los videojuegos, televisión, Internet, y del sector editorial, con la publicación de novelas gráficas y nuevos cómics.
En 2016, se crea DC Films como división especial de las películas del Universo Extendido de DC, siendo Geoff Johns y Walter Hamada los encargados de la división.

## Cine
DC Entertainment se ocupó de las películas basadas en personajes e historias del catálogo de DC Comics, comenzando con Jonah Hex, Los Perdedores y la película Linterna Verde, dirigida por Martin Campbell que se estrenó el 17 de junio de 2011. Entre las más destacadas están; La Trilogía de The Dark Knight de Christopher Nolan. V for Vendetta y Watchmen, ambas del sello Vertigo. 
En 2013 se estrenó El hombre de acero, el anunciado reinicio de Superman, el cual fue dirigido por Zack Snyder, producido por Christopher Nolan y guionizado por David S. Goyer. Así mismo, Nolan participó como director y productor de The Dark Knight Rises. El guion de la película estuvo a cargo de Jonathan Nolan y estuvo basado en un argumento escrito por David S. Goyer y Christopher Nolan, la cual se estrenó en el verano de 2012, siendo la última entrega de la saga dirigida por Nolan.
En julio de 2013 se anunció la película de Batman y Superman para 2015, aunque en un principio se especuló que la película saldría en 2015, la fecha de estreno fue postpuesta a mayo de 2016, para posteriormente adelantarse a marzo del mismo año, para no coincidir con el Mega-estreno de Marvel Studios Capitán América: Civil War. Esto con el fin de dar inicio a un Universo Cinematográfico de DC y con la película de Justice League estrenándose en 2 partes, una en 2017 y otra en 2019 con Zack Snyder como director de ambas.

El Logo original de 1976 regresa desde su desuso en 2006.

El universo extendido cuenta con títulos como Batman v Superman: Dawn of Justice, Escuadrón suicida (2016), Wonder Woman (2017), Aquaman (2018), Shazam! (2019), Aves de presa (2020) The Batman (2022), Shazam la Furia de los Dioses (2023), The Flash (2023), Blue beetle (2023).

Así como la secuela de Wonder Woman, Wonder Woman 1984 (2020), y la versión de The Suicide Squad de James Gunn (2021).

## Películas animadas
Warner Home Video estrenó para video la película animada Batman/Superman: Public Enemies el 29 de septiembre de 2009. El 28 de septiembre de 2010 se estrenó la continuación, titulada Superman/Batman: Apocalypse, ambas basadas en los dos primeros arcos argumentales del cómic Superman/Batman, escritos por Jeph Loeb y dibujados por Ed McGuinness y Michael Turner, respectivamente. Entre ellas destaca Superman: Doomsday, adaptando el arco de la Muerte de Superman.
El 18 de febrero de 2010 Warner Home Video estrenó la película animada Justice League: Crisis on Two Earths. El 23 de febrero de 2010 salió la edición especial del film. En el año 2009 se lanza Batman: The Gotham Knight una película contando 5 cortos diferentes, realizada en formato de anime, esta película acontece en el Nolanverso. Se realizaron 2 películas de Green Lantern, Green Lantern: First Flight y Green Lantern: Emerald Knights y una película de la Mujer Maravilla. 
El 27 de julio de 2010 Warner Home Video estrenó Batman: Under The Red Hood en DVD/Blu-Ray. Entre otras como Superman: Unbound, All-Star Superman, Superman vs. The Elite. 
En los años 2011-2012 se lanzan dos películas animadas basadas en el cómic The Dark Knight Returns. En el 2013 se hace una adaptación de Flashpoint. 
En el año 2014, se crea el Universo de Películas Animadas de DC siendo estas una serie de películas animadas conectadas entre sí. Iniciando con Justice League: War, continuando con Justice League: Throne of Atlantis, Justice League vs. Teen Titans, Justice League Dark, Teen Titans: The Judas Contract, Suicide Squad: Hell to Pay, Death of Superman. También contando una trilogía de Batman iniciada con Son of Batman, Batman vs. Robin y Batman: Bad Blood.
También sigue realizando películas independientes como Batman: Gotham by Gaslight, Liga de la Justicia: Dioses y Monstruos, Batman: Assault on Arkham.